# 柏木如亭
柏木 如亭（かしわぎ じょてい、宝暦13年（1763年） - 文政2年7月10日（1819年8月30日））は、江戸時代の漢詩人である。
はじめ、名は謙、字は益夫、通称は門作といった。のち、名は昶、字は永日とあらためる。号ははじめ舒亭と名乗り、後に如亭とする。

## 生涯
江戸に生まれる。生家は幕府小普請方の大工の棟梁であった。市河寛斎の江湖詩社に参加し、1793年（寛政5年）、最初の詩集『木工集』を刊行し、性霊派の新進詩人として知られるようになった。翌年、家督を一族のものに譲り、棟梁職を辞し、専業詩人として生きることになった。
遊歴の詩人として生きる如亭は、まず信濃国中野（長野県中野市）に居を定め「晩晴堂」と名づけ、晩晴吟社をひらき、近隣の人びとと詩作に励んだ。この間、越後を遊歴もしていた。晩晴吟社の門人には木百年、高梨聖誕らがいる。
1801年（享和元年）、江戸にもどり、芝に住む。その後、1807年（文化4年）、西に向かい、京都をはじめ、備中庭瀬（岡山市）に滞在もした。京都では頼山陽や浦上春琴、小石元瑞らとの交友があり、また豊後竹田の田能村竹田とも交わった。
1814年（文化11年）ふたたび江戸にもどり、大窪詩仏のところに寄寓する。しかし、江戸の詩風は如亭にあわず、ふたたび遊歴の旅に出ることになる。信越各地をまわり、1818年（文化15年）、京都に帰ってきたのであった。東山黒谷に紫雲山居を構え、いちおうの根拠地としたが、生活のためには、各地を巡歴し、潤筆料をかせぐこととなった。その間、年少の梁川星巌と交流をし、みずからの死後には遺稿の出版も頼んでいる。
持病の水腫が悪化し、文政2年（1819年）7月10日に京都で没した。
没後、星巌は、約束を果たし、『如亭山人遺稿』、『詩本草』を刊行し、如亭の業績を後世に伝えるために尽力した。

## 文献
- 入谷仙介『日本漢詩人選集8　柏木如亭』 研文出版、1999年 - 訳著
- 揖斐高『遊人の抒情　柏木如亭』 岩波書店、2000年
- 『詩本草』 揖斐高校注・解説、岩波文庫、2006年
- 『訳注聯珠詩格』 揖斐高校注・解説、岩波文庫、2008年
- 『柏木如亭詩集』全2巻、揖斐高訳注・解説、平凡社「東洋文庫」、2017年